# Hangszer

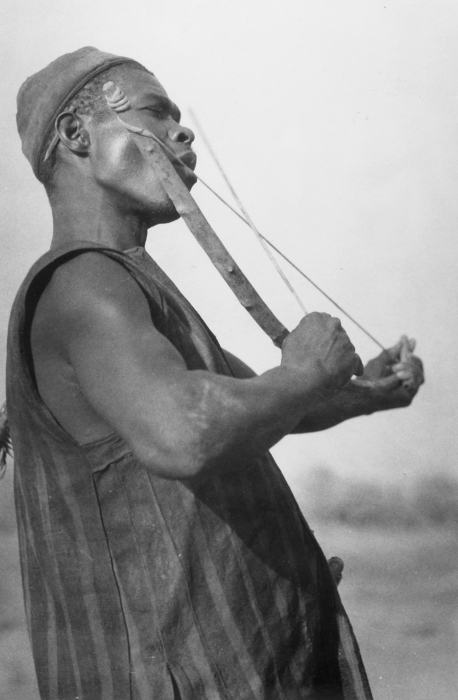
Zenei íj

Hangszer a legáltalánosabb értelemben minden olyan eszköz, amelyet abból a célból készítettünk, vagy arra használunk, hogy hangot állítsunk vele elő. Szorosabb értelemben a hangszer vagy zeneszerszám olyan tárgy vagy készülék, amelyet zene létrehozása szándékával használunk hang előállítására.

## Csoportosításuk
A hangszereket csoportosíthatjuk a hangadásuk, vagy kezelésük módja szerint. A hangadás módja szerint vannak hangszerek melyeknél:
- levegő (aerofon hangszerek),
- megfeszített húr (kordofon hangszerek),
- kifeszített hártya (membranofon hangszerek),
- rugalmas merev test (idiofon hangszerek)

rezgése, vagy pedig elektronikusan előállított rezgések állítják elő a hangot (elektrofon hangszerek).
A hangszer kezelésének módja szerint léteznek
- fúvós hangszerek,
- ütőhangszerek,
- vonós hangszerek,
- pengetős hangszerek,
- billentyűs hangszerek és
- egyéb (rázó, kaparó, pörgető stb.) hangszerek.

## ASachs–Hornbostel-féle osztályozás
Erich Moritz von Hornbostel és Curt Sachs 1914-ben publikálták a hangszerek osztályozására vonatkozó új rendszerüket, melyet elsősorban a néprajzkutatók által leírt egzotikus hangszerek számának robbanásszerű növekedése tett halaszthatatlanná. Ez a rendszer bármilyen, eddig még fel nem talált vagy fel nem fedezett hangszer rendszerbeillesztését is lehetővé teszi. Alapja az előbb már említett aerofon – kordofon – membranofon – idiofon felosztás, ezt finomítja tovább lépésről lépésre.

## Egyéb megkülönböztetések

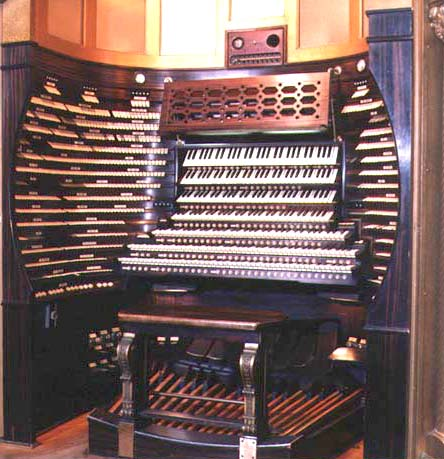
A világ talán legbonyolultabb hangszerének kezelőfelülete

Annak alapján, hogy a hangszer meghatározható magasságú vagy pedig zörejszerű hangokat állít elő, léteznek
- dallamhangszerek és
- ritmushangszerek.

Aszerint, hogy a hangszer egyidőben csak egy, vagy több hangot is képes játszani, vannak
- homofon és
- polifon hangszerek.

Használható szempont lehet a kulturális beágyazódottság szerinti csoportosítás, mely alapján vannak
- műzenei és
- népzenei hangszerek.

A hangszereket rendszerezhetjük még földrajzi elterjedésük szerint, történelmi vagy zenetörténeti korszakok alapján stb.

## Magyar nyelvű kézikönyvek időrendben
- Witt Fülöp: A hangtan és a hangszerek népszerü előadásokban, Nagykanizsa, 1877
- Erdős Tivadar: Az összes hangszerek ismertetése számos képpel. Hangszereléstan. Konzervatóriumok, tanítóképző intézetek és a zenekedvelő nagyközönség számára. Az orgona-változások részletes ismertetése, Besztercebánya, 1909
- Siklós Albert: Hangszerek – Hangszinek, Dr. Vajna és Bokor Könyvkiadók, Budapest, 1941
- Reményi Zoltán: Amit a hangszerről tudni kell – Hangszerek, alkatrészek, kellékek, Zeneműkiadó Vállalat, Budapest, 1955
- Sz. G. Korszunszkij – I. D. Imonov: Elektronikus hangszerek, Műszaki Könyvkiadó, Budapest, 1960
- Darvas Gábor: Évezredek hangszerei, Zeneműkiadó Vállalat, Budapest, 1961
- Bogár István: A rézfúvós hangszerek, Zeneműkiadó Vállalat, Budapest, 1975, ISBN 963-330-135-1
- Gábry György: Régi hangszerek (Iparművészet-sorozat), Corvina Könyvkiadó, Budapest, 1975, ISBN 963-13-2414-1
- Mandel Róbert: Magyar népi hangszerek, Móra Ferenc Ifjúsági Könyvkiadó, Budapest, 1986 ISBN 963-11-5140-9
- John Henry van der Meer: Hangszerek – Az ókortól napjainkig, Zeneműkiadó Vállalat, Budapest, 1988, ISBN 963-330-670-1
- Neil Ardley: Hangszerek – Ismerjük meg közelebbről a zene izgalmas hangzásvilágát és megszólaltatóinak, a hangszereknek színes sokaságát (SzemTanú-sorozat), Park Könyvkiadó, Budapest, 1993, ISBN 963-7737-98-7
- Reviczky Dóra (szerk.): Hangszerek enciklopédiája. Öt világrész másfél ezer hangszere; főszerk. Ruth Midgley, ford. Reviczky Béla; Gemini, Bp., 1996
- Sárosi Bálint: Hangszerek a magyar néphagyományban (Jelenlévő múlt-sorozat), Planétás Kiadó, Budapest, 1999, ISBN 963-9014-35-4
- Németh Amádé: Hangszerek és zenekarok kézikönyve, Anno Kiadó, Budapest, é. n. [1990-es évek?], ISBN 963-375-121-7
- Törőcsik Attila: Hangszerek kislexikona (A Tudás Könyvtára-sorozat), Saxum Kiadó Bt.. h. n., 2003, ISBN 963-9308-70-6
- Sven Kruckenberg: A szimfonikus zenekar és hangszerei, Gulliver Lap-és Könyvkiadó, Budapest, 2005, ISBN 9789639232372
- Max Wade – Matthews William Mival: A hangszerek és a zene könyve, Cser Kiadó, Budapest, 2006, ISBN 963-9666-05-X
- Frank P. Bär: Hangszerek (Mi Micsoda-sorozat), Tessloff és Babilon Kiadó, Budapest, 2007, ISBN 978-963-9446-36-6
- Brauer-Benke József: Afrikai hangszerek, L'Harmattan Kiadó, Budapest, 2007, ISBN 9789639683594
- Mandel Róbert: Elektrofon hangszerek, Kossuth Kiadó, Budapest, 2007, ISBN 978-963-09-5554-6
- A hangszerek (Gyermek enciklopédia-sorozat), Editions Atlas, Budapest, é. n. [2010 k.?] ISBN 978-2-8302-2304-0

## Lásd még
- Hangszerek listája